# 文化省
文化省（：／），是朝鮮负责文化艺术事务的中央行政机关。主要负责该国的艺术、电影、美术、群众文化、艺术教育、文物管理、对外文化艺术交流和文艺作品审查等工作。

## 歷史
- 1948年9月2日，文化宣傳省（朝鲜语：문화선전성）成立
- 1957年8月3日，文化宣傳省撤銷，並與教育省合併為教育文化省（朝鲜语：교육문화성）
- 1960年12月27日，教育文化省又被分割為普通教育省、中等教育省、文化省等多個省
- 2001年4月，更名为文化艺术省
- 2003年9月，再次恢復文化省名稱

## 外部鏈接
- 공식 웹사이트 （页面存档备份，存于）